# Glycolonitrile
Le glycolonitrile, également appelé hydroxyacétonitrile, cyanométhanol et nitrile glycolique, est un composé chimique de formule N≡C–CH2OH. Il s'agit d'un composé organique huileux incolore toxique et très soluble dans l'eau ainsi que dans l'éther diéthylique. C'est la plus simple des cyanhydrines, formée par addition de cyanure d'hydrogène HCN sur du formaldéhyde HCHO en milieu acide en présence d'une base,,. Il polymérise facilement en milieu basique, de sorte qu'on le distribue en solution aqueuse acide concentrée à environ 50 à 70 %. Le produit de polymérisation étant une amine, au caractère basique, il s'ensuit que cette polymérisation est autocatalysée. Il se décompose facilement en formaldéhyde et cyanure d'hydrogène, ce qui en fait une substance extrêmement dangereuse. Le glycolonitrile est considéré comme une molécule importante de la chimie prébiotique et a été détecté en 2019 dans le milieu interstellaire, à proximité d'IRAS 16293–2422B (en), dans la constellation d'Ophiuchus.
Le glycolynitrile peut être obtenu en laboratoire avec un rendement de 76 à 80 % en faisant réagir des quantités équimolaires de cyanure de potassium KCN et de formaldéhyde HCHO en solution aqueuse après addition d'acide sulfurique H2SO4 dilué pour libérer du cyanure d'hydrogène HCN après extraction à l'éther diéthylique Et2O suivie d'une distillation sous vide.
Le glycolonitrile peut réagir avec l'ammoniac NH3 pour donner de l'aminoacétonitrile H2N–CH2–C≡N, ce dernier pouvant être hydrolysé pour donner de la glycine H2N–CH2–COOH :
NH3 + HOCH2–C≡N ⟶ H2N–CH2–C≡N + H2O ;
H2N–CH2–C≡N + 2 H2O ⟶ H2NCH2COOH + NH3.
L'EDTA, un chélateur important dans l'industrie, est produit à partir de glycolonitrile et d'éthylènediamine H2N–CH2–CH2–NH2, par hydrolyse du tétranitrile intermédiaire. L'acide nitrilotriacétique N(CH2COOH)3 est produit de manière semblable.